# 楊卓 (洪武進士)
杨卓（1332年—1380年），字自立，江西等處行中書省龍興路南昌縣（今江西泰和）人。中国明初政治人物。

## 生平
杨卓于洪武四年（1371年）成进士，授吏部主事。逾年，迁广东行省员外郎。之后因事谪田凤阳，又起用为杭州通判。杨卓精于吏事，吏不能欺。因病免职，病卒。